# Salem (Oregon)
Salem [ˈseɪləm] ist die Hauptstadt des US-Bundesstaates Oregon und der Sitz der County-Verwaltung des Marion County. Salem liegt am Willamette River. 2020 lebten 175.535 Menschen in Salem.
Die wichtigsten Industriezweige sind Nahrungsmittel-, Getränke-, Papier-, Holz-, Container-, Textil- und Elektroindustrie. Das Willamette Valley, in dessen Mitte Salem liegt, gilt als eine der fruchtbarsten Regionen der Erde. Daher wird im ganzen Umland intensiv Landwirtschaft betrieben.

## Einwohnerentwicklung
| Jahr | Einwohner¹ |
| ---- | ---------- |
| 1980 | 89.091     |
| 1990 | 107.786    |
| 2000 | 137.291    |
| 2010 | 154.742    |
| 2020 | 175.535    |

¹ 1980–2020: Volkszählungsergebnisse
Daraus ergibt sich ein Ansteigen der Einwohnerzahl um 97 % von 1980 bis 2020.
Die folgende Tabelle zeigt die Einwohnerentwicklung der Metropolitan Statistical Area Salem nach der Definition des U.S. Census Bureau 2015:
| Jahr | Einwohner¹ |
| ---- | ---------- |
| 1990 | 278.024    |
| 2000 | 347.256    |
| 2010 | 390.739    |
| 2020 | 433.353    |

¹ 1990–2020: Volkszählungsergebnisse
In der Metropolregion betrug der Anstieg der Einwohnerzahl von 1990 bis 2010 41 %.

## Geschichte
Die ersten Siedler ließen sich in den Jahren 1840 bis 1841 in der von Jason Lee gegründeten Missionsstation nieder. 1842 gründeten die Missionare das Oregon Institute, aus dem die heutige Willamette University hervorging.
1844 wurde die Missionsstation aufgelöst und an ihrer Stelle die Ortschaft Salem gegründet; dabei ist unklar, wer den Namen auswählte: David Leslie, der aus Salem in Massachusetts stammte, oder der Stadtplaner W. H. Willson.
Salem wurde 1851 an Stelle von Oregon City zum Hauptort des Oregon-Territoriums erklärt. 1857 wurde es zur Stadt erhoben. 1876 wurde das neue Regierungsgebäude (Capitol) an der Stelle des 1855 abgebrannten Vorgängers errichtet. Dieses wurde 1935 ebenfalls durch einen Brand zerstört und 1938 durch das heutige State Capitol ersetzt.
Salem blieb Hauptstadt, als Oregon 1859 als Bundesstaat in die Union aufgenommen wurde.

## Demografie
Nach der Volkszählung 2020 zählte Salem insgesamt 175.535 Einwohner. Die Bevölkerungsdichte betrug 1.483 Einwohner pro km². 81,5 Prozent der Bevölkerung waren Weiße, 1,4 Prozent waren Afroamerikaner, 1,2 Prozent Ureinwohner, 2,6 Prozent Asiaten, der Rest verteilte sich auf andere Ethnien.

## Sehenswürdigkeiten
Zu den Sehenswürdigkeiten von Salem zählen:
- Kay Woolen Mill
- Hallie Ford Museum of Art
- Elsinore Theatre
- Old West Salem City Hall
- Oregon State Capitol
- Der aufwendig angelegte Salem Skatepark
- Das Oregon State Hospital, Drehort von Einer flog über das Kuckucksnest, mit dem Museum of Mental Health

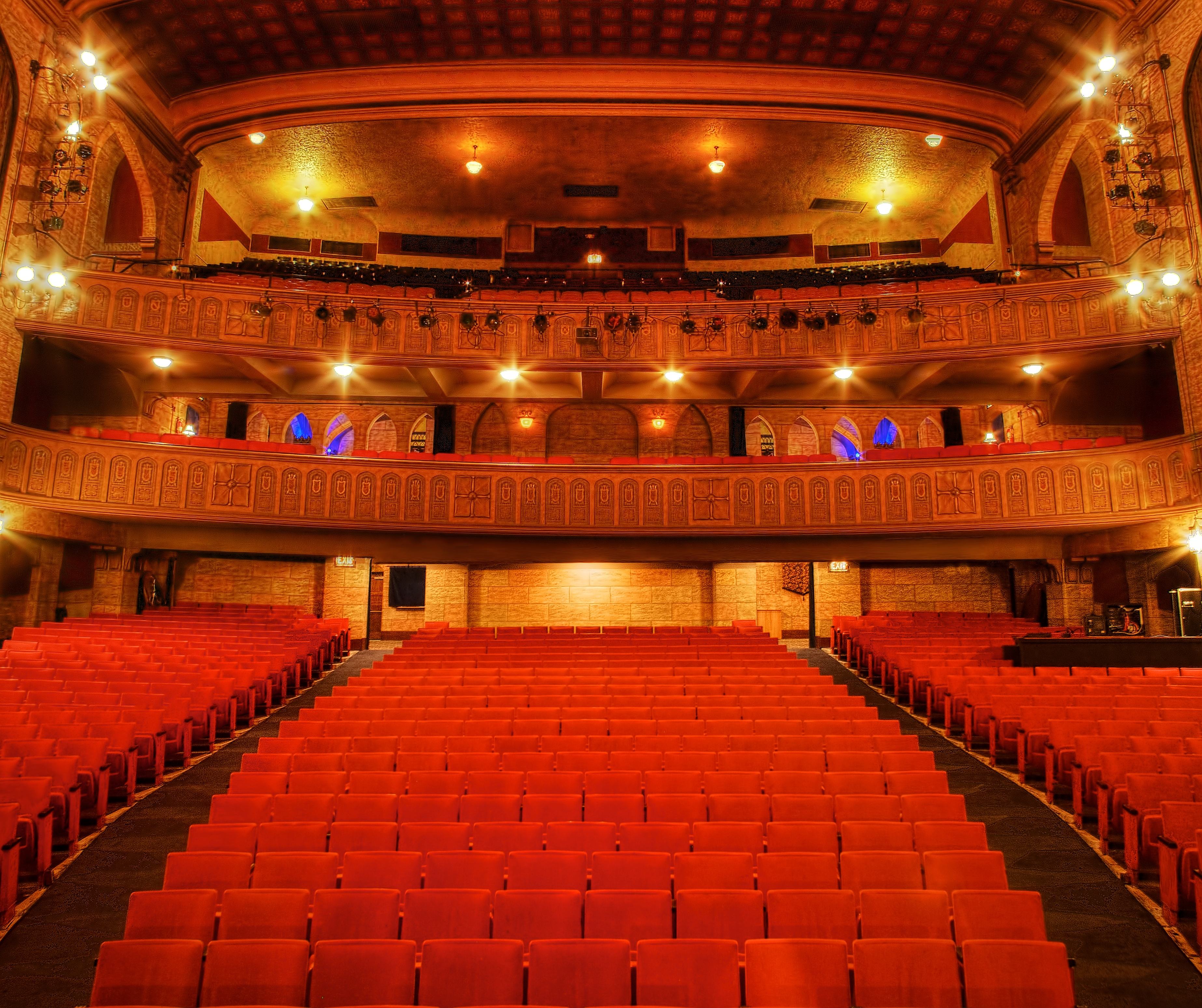
Das Elsinore Theater ist einer von 65 Einträgen Salems im NRHP.

Der National Park Service weist für Salem 65 Bauwerke und Stätten im National Register of Historic Places (NRHP) aus (Stand 10. November 2018).

## Partnerstädte
- Gimhae, Südkorea
- Kawagoe, Japan
- Salem, Indien
- Simferopol, Ukraine (von Russland annektiert)

## Söhne und Töchter der Stadt
- Charles L. McNary (1874–1944), Politiker
- Alfred Gilbert (1884–1961), Leichtathlet und Spielzeugerfinder
- Thelma Payne (1896–1988), Wasserspringerin
- Gerald Pearson (1905–1987), Physiker, Miterfinder der Solarzelle
- Phyllis T. Johnson (* 1926), Parasitologin, Virologin und Meeresbiologin
- Dwight W. Berreman (* 1928), Physiker
- Robert Saucy (1930–2015), Theologe, Hochschullehrer
- Edward Alan Knapp (1932–2009), Physiker
- George Andrews (* 1938), Mathematiker
- Jim Pepper (1941–1992), indianischer Jazzmusiker
- Edith Brown Weiss (* 1942), Juristin und Hochschullehrerin
- John Zerzan (* 1943), Schriftsteller, Medienkünstler und Anarchist
- David Qualey (1947–2024), Gitarrist und Komponist
- Patricia A. McKillip (1948–2022), Fantasy- und Science-Fiction-Autorin
- Randall Brent Woodfield (* 1950), Serienmörder
- Cliff Bentz (* 1952), Politiker (Republikaner)
- Debbie Armstrong (* 1963), Skirennläuferin
- Justin Kirk (* 1969), Schauspieler
- Cathy McMorris Rodgers (* 1969), Politikerin
- Linda Friday (* 1971), Pornodarstellerin
- Samuel Colt (* 1973), Pornodarsteller
- Carmella Bing (* 1981), Pornodarstellerin
- Kate Nauta (* 1982), Fotomodell und Filmschauspielerin
- Tyrell Williams (* 1992), Footballspieler
- Kendra Sunderland (* 1995), Pornodarstellerin
- Madison Farrell (* 1996), Volleyballspielerin

## Klimatabelle
|                       | Jan   | Feb   | Mär   | Apr  | Mai  | Jun  | Jul  | Aug  | Sep  | Okt  | Nov   | Dez   |   |       |
| Mittl. Tagesmax. (°C) | 8,0   | 10,8  | 13,2  | 15,8 | 19,4 | 23,6 | 27,6 | 27,8 | 24,4 | 17,9 | 11,3  | 8,0   | ⌀ | 17,3  |
| Mittl. Tagesmin. (°C) | 0,4   | 1,2   | 2,0   | 3,2  | 5,7  | 9,1  | 10,5 | 10,8 | 8,4  | 5,1  | 3,1   | 0,9   | ⌀ | 5,1   |
|                       |       |       |       |      |      |      |      |      |      |      |       |       |   |       |
| Niederschlag (mm)     | 150,4 | 114,3 | 105,9 | 61,5 | 47,8 | 34,0 | 14,2 | 19,3 | 39,4 | 75,7 | 159,5 | 172,7 | Σ | 994,7 |
|                       |       |       |       |      |      |      |      |      |      |      |       |       |   |       |
| Regentage (d)         | 14,8  | 12,6  | 13,9  | 10,1 | 8,2  | 5,5  | 2,2  | 3,1  | 5,6  | 9,4  | 15,6  | 15,6  | Σ | 116,6 |

| 0,4 |

| 1,2 |

| 2,0 |

| 3,2 |

| 5,7 |

| 9,1 |

| 10,5 |

| 10,8 |

| 8,4 |

| 5,1 |

| 3,1 |

| 0,9 |

| 0,4 |

| 1,2 |

| 2,0 |

| 3,2 |

| 5,7 |

| 9,1 |

| 10,5 |

| 10,8 |

| 8,4 |

| 5,1 |

| 3,1 |

| 0,9 |

Am 28. Juni 2021 wurde in Salem mit 47,2 °C (117 Grad Fahrenheit) die höchste Temperatur seit Beginn der Aufzeichnungen Ende des 19. Jahrhunderts gemessen.